# Pisarzowice (Kobyla Góra)
Pisarzowice (deutsch: Schreibersdorf) ist ein Ort in der Landgemeinde Kobyla Góra im Powiat Ostrzeszowski der Woiwodschaft Großpolen in Polen.

## Geschichte
Im Jahr 1387 hatten Kobyla Góra und Pisarzowice (Schreibersdorf) den gleichen Besitzer: Filip Mężyk des Wappens Wieniawa. Beide Orte waren jedoch durch die Staatsgrenze geteilt: Kobyla Góra lag im Herzogtum Wieluń, das einige Jahre später ins Königreich Polen reinkorporiert wurde und Pisarzowice lag im böhmischen Schlesien. Ab 1489 gehörte Pisarzowice zur Freien Standesherrschaft von Syców (Polnisch/Groß Wartenberg).
1901 bis 1902 wurde die evangelische Kirche im Dorf nach dem Projekt von Arnold Hartmann errichtet.

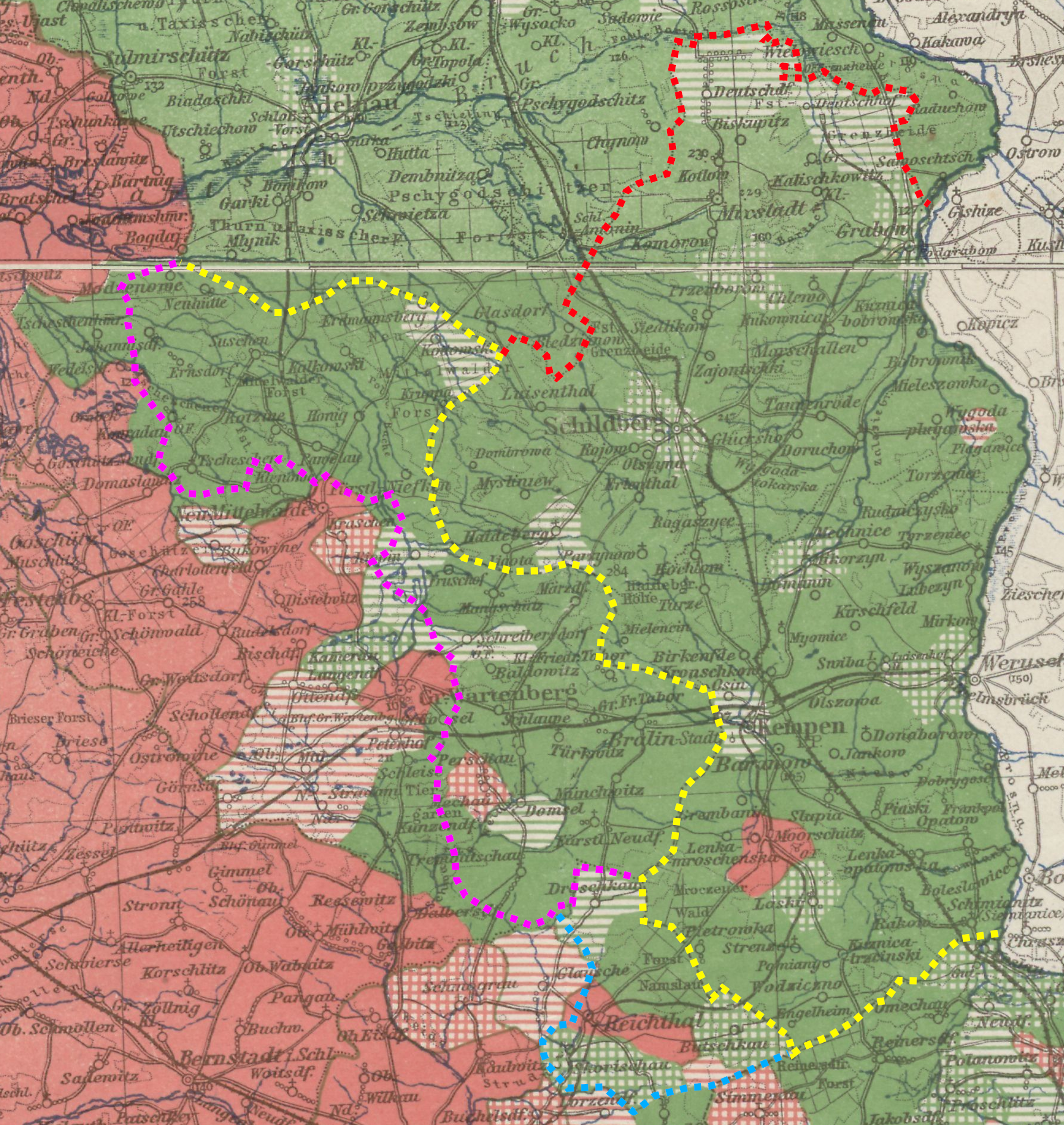
Sprachkarte aus dem Jahr 1910: Gelbe gestrichelte Linie: schlesisch-großpolnische Grenze, rosaurote gestrichelte Linie: neue Grenze aus dem Jahr 1920

Schreibersdorf gehörte von 1818 bis 1920 dem schlesischen Landkreis Groß Wartenberg an. Mit dem überwiegend polnischsprachigen Ostteil des Landkreises wurde Pisarzowice zum 10. Januar 1920 infolge des Versailler Vertrags vom Deutschen Reich an das wiedergegründete Polen abgetreten. Seitdem ist Pisarzowice mit der Woiwodschaft Posen bzw. Großpolen verbunden, zunächst im Powiat Kępiński.
Im Jahr 1921 gab es in der Gemeinde Pisarzowice im Powiat Kępno 45 Häuser mit 231 Einwohnern, 132 hielten sich für deutscher und 99 für polnischer Nationalität, 214 waren evangelisch, 17 römisch-katholisch.
Die evangelische Pfarrgemeinde der Superintendentur Ostrzeszów der Unierten Evangelischen Kirche in Polen zählte im Jahr 1937 830 Mitglieder.

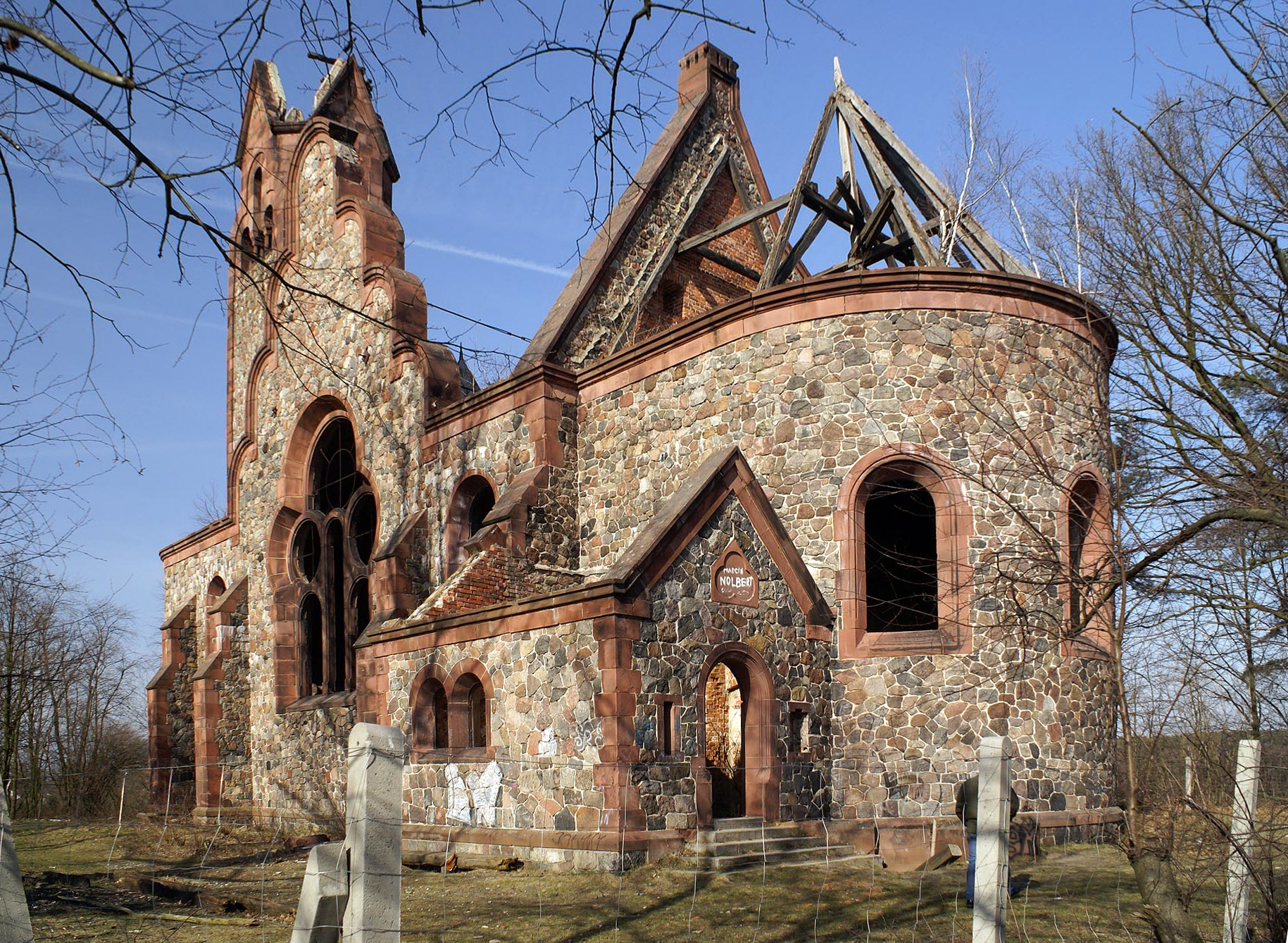
Ehem. evangelische Kirche

Beim Überfall auf Polen 1939 wurde das Gebiet von den Deutschen besetzt und dem Landkreis Kempen im Reichsgau Wartheland zugeordnet. Nach dem Krieg verließ die Mehrheit der Dorfbevölkerung den Ort. Die evangelische Kirche wurde zu einer Ruine.
Von 1975 bis 1998 gehörte Pisarzowice zur Woiwodschaft Kalisz.

## Persönlichkeiten
- Zbigniew Głowienka (* 1951), Generalleutnant und Kommandeur des Polnischen Heers.